# Louisville (Alabama)
Louisville város az USA Alabama államában, Barbour megyében. Lakosainak száma 395 fő (2020. április 1.).

## Népesség
A település népességének változása:

| 2010 | 519 |
| 2020 | 395 |